# 人类灭绝之后的动物
人类灭绝之后的动物（英語：After Man: A Zoology of the Future），是英国地质学家兼作家道格爾．狄克森（Dougal Dixon）的著作，出版于1981年。在书中敘述他想象中的五千万年以后的自然世界的景象。

## 未来地质

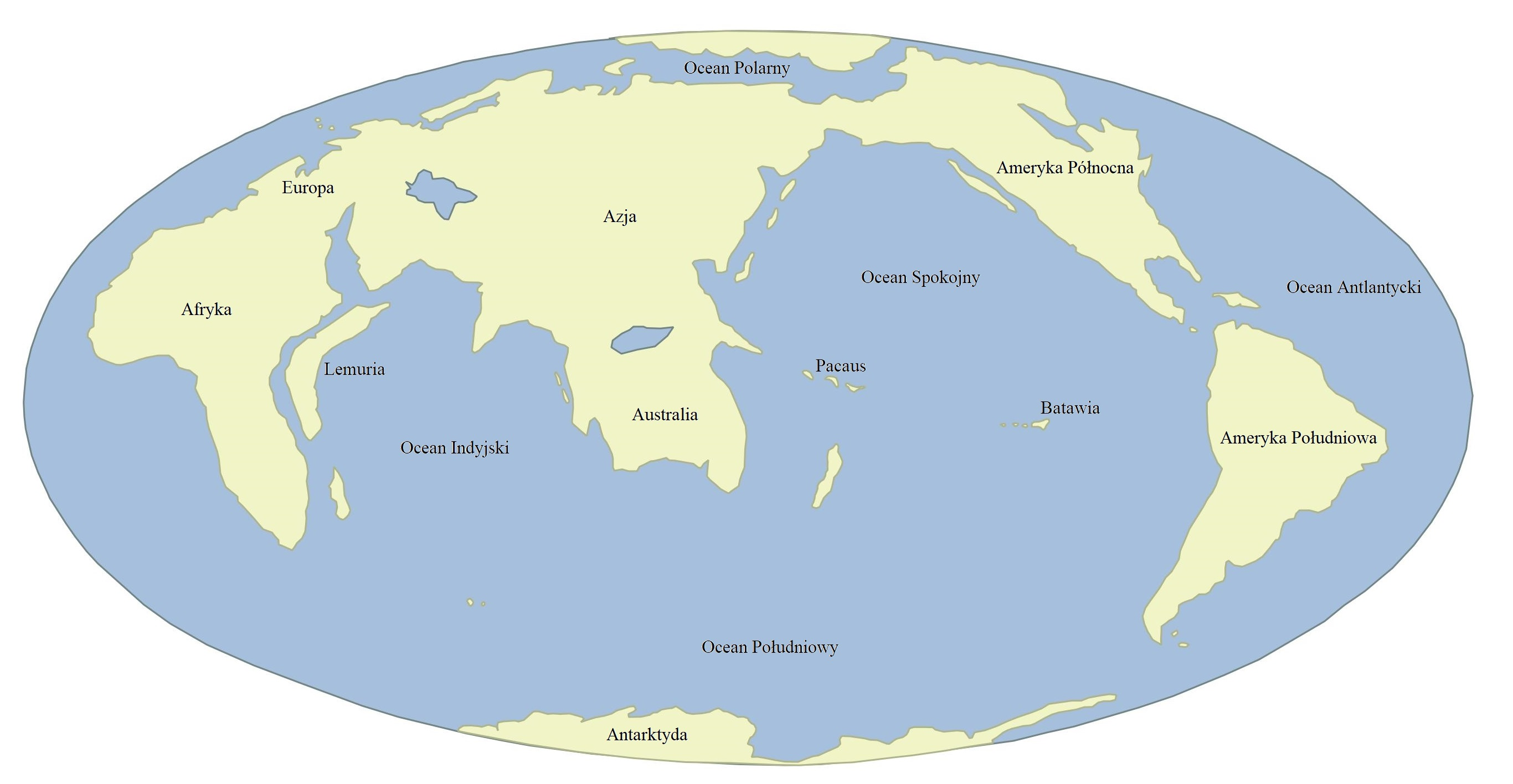
五千萬年後的世界地圖

人類滅絕五千萬年後的世界，環境與植物的改變並不大，但是地理卻有所改變。狄克森認為歐洲和非洲將會碰撞，將地中海封入內陸；亞洲和北美洲也會接合在一起，使得白令海峽消失；南美洲會和中美洲分離；澳洲會與南亞撞合，此過程持續了一千萬年因而造就了遠高於現今喜馬拉雅山的高山；一部分的東非將會和原本的非洲大陸分離形成一個名為雷姆利亞大陸的獨立島嶼；另也有一系列的群島如帕卡斯群島與巴達維亞群島產生。

## 主要种群
- 異形兔（Rabbucks）:為現代兔子的後代，填補了鹿、斑馬、長頸鹿和羚羊的生態區位。廣泛遍佈在全球各地，身體結構類似現代的有蹄類。
- 巨羚（Gigantelope）：為現代羚羊的後代，填補了大象、長頸鹿、麋鹿、麝牛、犀牛等大型植食動物的生態區位，形成類似古代蜥腳下目和巨犀的物種。
- 掠食鼠（Predator Rats）：為現代老鼠的後代，成為陸地主要的掠食者，填補了幾乎所有掠食者的生態區位。身體結構十分多樣，從類似北極熊、狼、狼獾至類似海象的外型均存在。
- 食肉目（Carnivorans）：狄克森認為大部分的食肉目動物都將會滅絕，或者被迫填補較次要的生態區位，就像漸新世時的肉齒目。

## 未來動物相

### 溫帶森林與草原
- 早期異形兔（Macrolagus spp.）
- 森林異形兔（Common Rabbuck, Ungulagus silvicultrix）
- 沙漠異形兔（Desert rabbuck, Ungulagus flavus）
- 高山異形兔（Mountain rabbuck, Ungulagus scandens）
- 極地異形兔（Arctic rabbuck, Ungulagus hirsutus）
- 猛鼠（Falanx, Amphimorphodus cynomorphus）
- 捷鼠（Rapide, Amphimorphodus longipes）
- 短腳鼠（Janiset, Viverinus brevipes）
- 溫帶狐鼠（Ravene, Vulpemys feroxs）
- 板蝟（Testadon, Armatechinos impenetrabilis）
- 橡葉蟾蜍（Oakleaf toad, Grima frondiforme）
- 獠牙鼴鼠（Tusked mole, Scalprodens talpiforme）
- 長紅松鼠（Chirit, Tendesciurus rufus）
- 樹上擊鼓者（Tree drummer, Proboscincus spp.）
- 樹雁（Tree goose or Hanging bird, Pendavis bidactylus）

### 针叶林
- 斧型角齒巨羚（Helmeted Hornhead, Cornudens horridus）

### 苔原与极地地带
- 北極虎鼠（Bardelot, Smilomys atrox）

### 沙漠：干旱地带
- 沙漠大跳鼠（Desert Leaper, Aquator adepsicautus）

### 赤道草原
- 熱帶巨羚（Tropical Gigantelope, Megalodorcas giganteus）

### 热带森林
- 滑翔猴（Flunkey, Alesimia lapsus）

### 岛屿与岛屿型大陸
- 長腿豚鼠（Strick, Cursomys longipes）
- 旺卡（Wakka, Anabracchium struthioforme）

### 海洋
- 帶齒企鵝（Porpin, Stenavis piscivora）
- 漩渦（Vortex, Balenornis vivipera）

## 中文译本
- 《人类灭绝之后的动物》. 李海蓉译. （中國）中国社会科学出版社出版. 2005年。
- 陳芝儀译. . 台灣: 如何出版社出版. 2006. ISBN 986-136-106-5 （中文（繁體））.

## 動畫

### 朝日放送開局40周年記念番組《アフターマン〜5000万年後の動物たち》
1990年10月29日朝日放送電視台為慶祝40週年紀念所製作的節目，全劇以定格動畫演出。

#### 工作人員
- 原作・監修：道格爾．狄克森
- 主持人：逸見政孝、星野知子
- 旁白：宮崎美子
- 聲優：山田康雄、岸野一彦
- 音楽：和田薫
- 特撮製作・演出：田川利夫
- 演出：西森信三
- 監製：池谷誠一（ネクサス）
- 首席製片人：大熊邦也（朝日放送）